# Изгоняющий дьявола 2
«Изгоняющий дьявола 2: Еретик» (англ. Exorcist II: The Heretic) — американский фильм ужасов 1977 года, снятый Джоном Бурменом по сценарию Уильяма Гудхарта. Это вторая часть серии фильмов «Изгоняющий дьявола» и продолжение «Изгоняющего дьявола» (1973). В ролях Линда Блэр, Ричард Бертон, Луиза Флетчер, Макс фон Сюдов, Китти Уинн, Пол Хенрейд и Джеймс Эрл Джонс. Сюжет разворачивается через четыре года после предыдущего фильма и сосредоточен на 16-летней Риган Макнил, которая все еще восстанавливается после своей предыдущей демонической одержимости.
«Изгоняющий дьявола 2: Еретик» был выпущен в США 17 июня 1977 года компанией Warner Bros. Pictures. Фильм получил в целом негативные отзывы критиков и часто считается одним из худших фильмов, когда-либо созданных. Это был последний фильм с участием актера-ветерана Пола Хенрейда. Сиквел заработал весьма скромную кассу, а именно 30 миллионов долларов внутри страны при производственном бюджете в 14 миллионов долларов, а также очень негативный прием означал, что следующий фильм из серии не появится до 1990 года, до выхода третьего фильма «Изгоняющего дьявола III», в котором события второго фильма полностью игнорировались.

## Сюжет
Прошло 4 года после того самого изгнания. Действие фильма начинается, когда Филлип Ламонт, священник, борющийся со своей судьбой, совершает обряд экзорцизма над одержимой южноафриканской девушкой. Впоследствии Ламонта вызывает кардинал и поручает ему расследовать обстоятельства смерти отца Меррина, убитого во время обряда изгнания ассирийского демона Пазузу из Реган Макнейл. Кардинал информирует Ламонта, что Церковь не хочет признавать возможности прямого воздействия Сатаны.
Состояние Реган, казалось бы, нормализовалось. Она остаётся в Нью-Йорке с опекуном Шарон Спенсер и продолжает исследоваться в психиатрическом институте доктора Таскина. Реган говорит, что ничего не помнит о происшествии в Вашингтоне, но Таскин считает, что её воспоминания сохранились глубоко в сознании. Отец Ламонт приезжает в институт и собирается задать Реган вопросы насчёт смерти отца Меррина. Собираясь заглянуть в воспоминания Реган, доктор гипнотизирует девушку синхронизатором — предметом, подключаемым к двум людям, с целью синхронизировать их мозговые волны. После спиритического путешествия Шарон в Джорджтаун на место обряда Ламонт связался с Реган через синхронизатор. Священник отправился в прошлое, увидев обряд отца Меррина над африканским мальчиком Кокумо, одержимым Пазузу. Поняв, что у мальчика были особые силы в борьбе с Пазузу, который проявился как рой саранчи, Ламонт поехал в Африку, с целью увидеться со взрослым Кокомо.
Ламонт узнает, что Пазузу атакует людей со сверхспособностями. Кокомо стал учёным, изучающим, как кузнечики становятся саранчой. А Реган могла телепатически проникать в мысли других, она использовала это, чтобы помочь немой девочке в больнице заговорить. Отец Меррин принадлежал к группе теологов, которые считали, что физическая сила — особый дар, который в будущем будет дан всему человечеству, а такие люди, как Реган и Кокомо, являются представителями нового человечества. В видении Меррин просит Ламонта присматривать за Реган.
По некоторым причинам Ламонт и Реган возвращаются в старый дом Джорджтауна. За ними следуют Таскин и Шарон, обеспокоенные безопасностью Реган. В доме Пазузу пытается предложить Ламонту особую силу через суккуба, двойника Реган. Ламонт почти очаровывается суккубом, но преодолев искушение, атакует двойника Реган, которая превращается в стаю саранчи, вылетающую из дома, который начинает рушиться. Тем не менее, Ламонт пытается убить суккуба, ударив её в сердце. В конце Реган изгоняет саранчу и Пазузу вследствие ритуала, переданного ей Кокомо. За домом Шарон погибает в огне, образовавшемся после аварии, и Таскин просит Ламонта опекать Реган. Ламонт и Реган уходят, а Таскен остаётся отвечать на вопросы полиции.

## В ролях
- Линда Блэр — Реган Макнил
- Ричард Бёртон — отец Филип Лэмонт
- Луиза Флетчер — доктор Джин Таскин
- Макс фон Сюдов — отец Меррин
- Китти Уинн — Шэрон Спенсер
- Пол Хенрейд — кардинал
- Джеймс Эрл Джонс — Кокумо
- Нед Битти — Эдвардс
- Белинда Битти — Лиз
- Роуз Портильо — испанская девушка

## Отзывы
Фильм получил резко отрицательную реакцию. В рецензиях указывалось, что фильм вызвал насмешливый смех публики на премьере в Нью-Йорке. Уильям Питер Блатти утверждал, что был первым человеком, который начал смеяться в кинотеатре, в котором он видел фильм, только за ним последовали другие покровители. Уильям Фридкин, режиссёр первого фильма, вспомнил историю, в которой разгневанные зрители на первом публичном представлении «Изгоняющего дьявола 2» начали преследовать руководителей Warner Bros. по улице в течение первых десяти минут показа. Фридкин посмотрел полчаса фильма: «Я был в Technicolor, и один парень сказал: «Мы только что закончили печать «Изгоняющего дьявола 2», не хотите взглянуть на него?» И я посмотрел на это полчаса, и я подумал, что это так же плохо, как увидеть дорожно-транспортное происшествие на улице. Это было ужасно. Это просто глупый беспорядок, устроенный тупицей — по имени Джон Бурман, кем-то, кто должен быть безымянным, но в данном случае следует назвать. Непристойная. Ужасная картина». Позже Фридкин сказал, что это продолжение уменьшило ценность оригинала, и назвал его «худшим куском дерьма, который я когда-либо видел» и «долбаным позором». Позже он добавил: «Этот фильм был снят сумасшедшим умом».
Variety писала: «Изгоняющий дьявола 2 не так хорош, как «Изгоняющий дьявола». Он даже близко не стоит». Кинокритик Би-би-си Марк Кермоуд заявил: «Изгоняющий дьявола 2 — явно худший фильм из когда-либо созданных. Он взял величайший фильм из когда-либо созданных и разгромил его таким образом, что это было, с одной стороны, нелепо глупо, а с другой — абсолютно непростительно. Все, кто участвовал в этом, кроме Линды Блэр, должно быть стыдно на всю вечность». Винсент Кэнби в статье для The New York Times был так же пренебрежительным:
Учитывая огромный кассовый успех постановки Уильяма Питера Блатти⁠ ⁠–⁠ ⁠Уильяма Фридкина «Изгоняющий дьявола», должно было быть продолжение, но должно ли оно быть этой отчаянной выдумкой, основной смысл которой в том, что оригинальное изгнание нечистой силы не было всем, чем это должно было быть? Одно дело развивать историю дальше, и совсем другое — отрицать оригинал, что бы вы о нем ни думали. Я думал, что это нечто даже менее чем хорошее, но этот новый фильм, премьера которого состоялась вчера в «Критерионе» и других кинотеатрах, отличается такой захватывающей бессмыслицей, что первый кажется чуть ли не аксиомой экранного искусства. 
Джин Сискель из Chicago Tribune поставил фильму ноль звезд из четырех и объявил его «худшим крупным фильмом, который я видел почти за восемь лет работы». Джон Саймон писал: «Существует очень большая вероятность того, что «Изгоняющий дьявола 2» — самый глупый крупный фильм из когда-либо созданных», а Джек Льюис писал в Daily Mirror: «Все это слишком нелепо, чтобы пугать, и единственный раз, когда вы ты, скорее всего, спрячешь голову, будет стыдно за то, что смотришь на это». В обзоре Рут Бэтчелор для The Los Angeles Free Press говорится: «Я никогда не думала, что буду ценить Билли Фрейдкина, потому что я неочень сильно, но Еретик делает серию похожим на гражданина Кейна. Этот фильм - смехотворный ужас. Его следует изгнать из кинотеатров». Бернард Дрю писал в Сан-Бернардино: «это смешно — безнадежно запутанно и непонятно. На кого возложить вину за эту катастрофу, я не знаю ... Вины достаточно для всех, кто причастен к этому. Это фильм, само существование которого трудно оправдать»
Лесли Холливелл охарактеризовала фильм как «крайне неудовлетворительную психическую мелодраму, которая ... падает с ног на голову на каком-то своенравном пути метафизических и религиозных фантазий. Он был выпущен в двух версиях, и ни одна из них непонятна». Леонард Мальтин описал фильм как «абсурдное продолжение… Спецэффекты — единственное достоинство этой индейки». Стивен Шойер писал: «Это может быть худшее продолжение в истории кино». Дэнни Пири назвал сиквел «абсурдным». В своей книге 1984 года «Голливудский зал позора» Майкл Медведьназвал фильм «совершенно жалким произведением» и добавил: «Ричард Бертон вызывает смех в минуту».  Эдвард Маргулис назвал фильм «катастрофическим, головокружительным сиквелом… бесшабашным беспорядком» и задался вопросом: «что им овладело?» The Blockbuster Entertainment Guide to Movies & Videos дал этому фильму самую низкую оценку и отклонил его историю как «ожидаемые демонические махинации».
Напротив, Полин Кель предпочла продолжение Бурмана оригиналу, написав в своем обзоре в The New Yorker, что «Изгоняющий дьявола 2» «имеет больше визуальной магии, чем дюжина фильмов». Ким Ньюман прокомментировал, что «Второй фильм не работает во всех отношениях ... Однако, как и смесь племенной и литургической музыки Эннио Морриконе , она действительно может быть очень интересной». Режиссер Мартин Скорсезе утверждал: «Картина задает вопрос: навлекает ли великое добро на себя великое зло? Это восходит к Книге Иова; это Бог испытывает добро. В этом смысле Риган (Линда Блэр) — современная святая — как Ингрид Бергман в «Европе 51» и, в некотором роде, как Чарли в «Злых улицах». Мне нравится первый из-за моей католической вины и потому, что он меня чертовски напугал; но «Еретик» превосходит его. Может быть, Бурман не сумел исполнить материал, но фильм все равно заслуживал большего, чем получил»
Книга автора Боба МакКейба «Изгоняющий дьявола: Из тени» (2000) содержит главу о фильме, в которой Линда Блэр сказала, что фильм «был одним из самых больших разочарований в моей карьере», а Джон прокомментировал: «Грех: Я совершил то, что не дал публике того, чего она хотела с точки зрения ужаса ... Там есть этот дикий зверь, который является публикой. Я создал эту арену и просто не бросил на нее достаточное количество христиан». Сам Маккейб не дал однозначного ответа, почему сиквел не удался: «Кто знает, на ком в конечном счете лежит вина? Болезнь Бурмана и постоянные пересмотры сценария не могли помочь, но одних этих событий недостаточно, чтобы объяснить всемогущий провал фильма. Бурман, безусловно, впоследствии создал несколько прекрасных работ. ... Когда был составлен список 50 худших фильмов, когда-либо снятых, «Изгоняющий дьявола 2: Еретик» занял второе место, уступив только «Плану 9 из космоса» Эда Вуда, фильму, который обычно получает более теплые отзывы.

В интервью 2005 года Бурман заметил:
Все упирается в ожидания зрителей. Фильм, который я снял, я увидел как некий ответ на безобразие и тьму «Изгоняющего дьявола»  — я хотел фильм о путешествиях, который был бы позитивным, о добре, по сути. И я думаю, что зрители, оглядываясь назад, были правы. Я отказал им в том, что они хотели, и они были из-за этого взбешены – совершенно справедливо, я знал, что не даю им того, чего они хотят, и это был действительно глупый выбор. Сам фильм, я думаю, интересный — в нем есть хорошие работы — но когда они пришли ко мне с ним, я сказал Джону Колли:, который тогда руководил Warner Bros., что я этого не хотел. «Послушайте, — сказал я, — у меня есть дочери, я не хочу снимать фильм о пытках ребенка», — так я увидел оригинальный фильм. Но потом я прочитал трехстраничную трактовку сиквела, написанную человеком по имени Уильям Гудхарт, и был действительно заинтригован ею, потому что она была о добре. Тогда я увидел в этом шанс снять ответный удар на первую картину. Но у него было одно из самых катастрофических открытий за всю историю — были беспорядки! И мы переделывали репродукции в кинотеатрах, примерно по шесть в день, но это, конечно, не помогало, и я не мог ни говорить об этом, ни смотреть на него годами. 
По состоянию на июнь 2023 года Изгоняющий дьявола 2: Еретик имеет рейтинг 10% на Rotten Tomatoes на основе 63 обзоров со средней оценкой 3,6/10. Консенсус сайта гласил: «Художественные мистические эффекты, паршивый сюжет и худшая игра прямо бросают тень на пугающее наследие первого».